# Tipsport Hockey Cup 2003

## Skupina A
| Poř. | Tým                     | Z | V | R | P | VG | OG | B |
| ---- | ----------------------- | - | - | - | - | -- | -- | - |
| 1.   | HC Plzeň                | 6 | 4 | 0 | 2 | 22 | 13 | 8 |
| 2.   | HC České Budějovice     | 6 | 3 | 1 | 2 | 14 | 10 | 7 |
| 3.   | HC Chemopetrol Litvínov | 6 | 3 | 0 | 3 | 17 | 19 | 6 |
| 4.   | KLH Chomutov            | 6 | 1 | 1 | 4 | 11 | 22 | 3 |

### Výsledky
- České Budějovice - Chomutov 5-2 (0-2,2-0,3-0)
- Litvínov - Plzeň 5-4 (2-1,1-2,2-1)
- České Budějovice - Litvínov 3-1 (0-0,1-1,2-0)
- Chomutov - Plzeň 1-5 (0-1,0-3,1-1)
- Litvínov - Chomutov 1-2 (0-0,1-1,0-1)
- Plzeň - České Budějovice 3-1 (0-0,3-0,0-1)
- Chomutov - České Budějovice 1-1 (0-1,1-0,0-0)
- Plzeň - Litvínov 5-2 (1-0,1-2,3-0)
- České Budějovice - Plzeň 2-0 (0-0,1-0,1-0)
- Litvínov - České Budějovice 3-2 (0-0,0-2,3-0)
- Plzeň - Chomutov 5-2 (1-1,1-0,3-1)
- Chomutov - Litvínov 3-5 (1-3,1-1,1-1)

## Skupina B
| Poř. | Tým                | Z | V | R | P | VG | OG | B  |
| ---- | ------------------ | - | - | - | - | -- | -- | -- |
| 1.   | HC Sparta Praha    | 6 | 5 | 1 | 0 | 21 | 7  | 11 |
| 2.   | HC Slavia Praha    | 6 | 1 | 4 | 1 | 10 | 11 | 6  |
| 3.   | HC Rabat Kladno    | 6 | 2 | 2 | 2 | 15 | 17 | 6  |
| 4.   | Bílí Tygři Liberec | 6 | 0 | 1 | 5 | 11 | 22 | 1  |

### Výsledky
- Sparta Praha - Liberec 3-0 (0-0,1-0,2-0)
- Kladno - Slavia Praha 1-1 (0-0,1-1,0-0)
- Liberec - Slavia Praha 2-2 (2-0,0-1,0-1)
- Kladno - Sparta Praha 1-5 (1-0,0-3,0-2)
- Kladno - Liberec 5-3 (0-0,1-2,4-1)
- Sparta Praha - Slavia Praha 2-0 (1-0,1-0,0-0)
- Slavia Praha - Kladno 2-2 (2-0,0-0,0-2)
- Liberec - Sparta Praha 2-5 (0-3,2-0,0-2)
- Sparta Praha - Kladno 5-3 (2-2,1-0,2-1)
- Slavia Praha - Sparta Praha 1-1 (0-0,0-0,1-1)
- Liberec - Kladno 1-3 (0-1,0-1,1-1)
- Slavia Praha - Liberec 4-3 (2-3,2-0,0-0)

## Skupina C
| Poř. | Tým                          | Z | V | R | P | VG | OG | B  |
| ---- | ---------------------------- | - | - | - | - | -- | -- | -- |
| 1.   | HC JME Znojemšti Orli        | 6 | 5 | 0 | 1 | 23 | 11 | 10 |
| 2.   | HC CSOB Pojišťovna Pardubice | 6 | 4 | 0 | 2 | 29 | 12 | 8  |
| 3.   | HC Dukla Jihlava             | 5 | 1 | 0 | 4 | 8  | 23 | 2  |
| 4.   | HC Prostějov                 | 5 | 1 | 0 | 4 | 8  | 22 | 2  |

### Výsledky
- Jihlava - Litvínov 1-5 (0-0,0-3,1-2)
- Znojmo - Prostějov 7-1 (3-0,2-0,2-1)
- Prostějov - Pardubice 3-2 (2-1,0-0,1-1)
- Jihlava - Prostějov 4-2 (3-0,1-0,0-2)
- Znojmo - Jihlava 5-0 (4-0,0-0,1-0)
- Prostějov - Znojmo 1-2 (1-1,0-1,0-0)
- Znojmo - Pardubice 4-2 (1-2,1-0,2-0)
- Prostějov - Jihlava - zápas zastaven v čase 12:59 za skóre 1-0, kdy Dušan Barica těžce zasáhl a zranil Zbyňka Skleničku, který musel být převezen do nemocnice. Zápas nebyl obnoven ani opakován.
- Jihlava - Znojmo 2-3 (0-0,1-1,1-2)
- Pardubice - Prostějov 7-1 (4-0,2-0,1-1)
- Pardubice - Znojmo 5-2 (1-1,2-1,2-0)
- Pardubice - Jihlava 8-1 (3-0,2-1,3-0)

## Skupina D
| Poř. | Tým                | Z | V | R | P | VG | OG | B  |
| ---- | ------------------ | - | - | - | - | -- | -- | -- |
| 1.   | HC Oceláři Třinec  | 6 | 5 | 1 | 0 | 34 | 17 | 11 |
| 2.   | HC Hame Zlin       | 6 | 3 | 2 | 1 | 26 | 19 | 8  |
| 3.   | Vsetinska hokejova | 6 | 2 | 1 | 3 | 17 | 18 | 5  |
| 4.   | HC Slezan Opava    | 6 | 0 | 0 | 6 | 11 | 34 | 0  |

### Výsledky
- Vsetín - Třinec 3-5 (1-1,1-1,1-3)
- Zlín - Opava 3-0 (1-0,1-0,1-0)
- Třinec - Opava 7-2 (3-0,2-1,2-1)
- Zlín - Třinec 4-4 (2-1,1-3,1-0)
- Opava - Vsetín 2-4 (1-0,1-1,0-3)
- Zlín - Vsetín 3-1 (2-1,1-0,0-0)
- Opava - Třinec 1-8 (0-2,0-2,1-4)
- Vsetín - Zlín 3-3 (0-1,3-0,0-2)
- Třinec - Zlín 8-7 (4-2,1-4,3-1)
- Vsetín - Opava 6-3 (1-1,3-2,2-0)
- Opava - Zlín 3-6 (1-1,1-4,1-1)
- Třinec - Vsetín 2-0 (0-0,2-0,2-0)

## Semifinále
- HC Plzeň - HC Sparta Praha 4:5 SO (1:0, 0:4, 3:0, 0:1)
- HC JME Znojemšti Orli - HC Oceláři Třinec 3:0 (0:0, 2:0, 1:0)

## Finále
- HC JME Znojemšti Orli - HC Sparta Praha 2:1 (1:0, 1:1, 0:0)